# Kestrel (motore a razzo)
Il motore a razzo Kestrel è un propulsore per uso aerospaziale alimentato da una miscela LOX/RP-1 sviluppato agli inizi degli anni 2000 dalla SpaceX per essere usato sul razzo vettore Falcon 1.
Il Kestrel è stato costruito utilizzando la stessa architettura di iniezione del carburante dei motori della famiglia Merlin, ma non ha una turbopompa ed è quindi alimentato solo dalla pressione dei serbatoi.
Il Kestrel utilizza un sistema di raffreddamento della camera di combustione di tipo ablativo, mentre l'ugello, fabbricato con una lega di niobio, rimane entro i margini di sicurezza solo grazie alla radiazione del calore. Essendo un metallo, il niobio è molto resistente alle rotture rispetto al carbon-carbon. Secondo SpaceX, un impatto con un detrito spaziale o durante la separazione degli stadi potrebbe intaccare il metallo ma non avere conseguenze significative sulle performance del motore. L'efficienza della pressurizzazione via elio è sostanzialmente aumentata da uno scambiatore di calore in titanio tra la camera di combustione e l'ugello.
Il controllo della direzione di spinta è garantito da attuatori elettromeccanici sulla sommità del motore in beccheggio e imbardata. Il controllo del rollio (in particolare durante le fasi di attesa tra un'accensione e un'altra) è garantito da getti a freddo di elio.
Per poter riavviare il motore si usa un sistema TEA-TEB piroforico sul motore dell'ultimo stadio. In una missione con diversi carichi utili, questo design permetterebbe di poter piazzare i vari satelliti in orbite diverse.

## Kestrel 2
Erano pianificate varie migliorie al sistema originale, che avrebbero dovuto sfociare nel Kestrel 2.
Il motore avrebbe dovuto utilizzare ancora il design precedente, ovvero senza turbopompa, ma avrebbe dovuto volare su un secondo stadio appena progettato che avrebbe utilizzato una lega diversa. I cambiamenti nel motore avrebbero portato a una minore tolleranza per aumentare la compattezza, l'impulso specifico, e diminuire la massa. Il progetto è stato abbandonato dopo che il Falcon 1 è stato sostituito dal Falcon 9 v1.0 che usa una versione migliorata del Merlin 1C nel suo stadio superiore.

## Specifiche tecniche
- Spinta: 31 kN
- TWR: 65
- Isp: 317 s
- Massa: 52 kg